# Gilberto Mendonça Teles
Gilberto Mendonça Teles (Bela Vista de Goiás, 30 de junho de 1931 – Rio de Janeiro, 4 de dezembro de 2024) foi um poeta, crítico literário e professor universitário brasileiro, tendo ensinado e orientado e feito conferência na pós-graduação das PUCS-Goiás, Rio de Janeiro, Rio Grande do Sul e em 90% das  Universidades Federais do Brasil É professor aposentado pela UFF e UFRJ. E conhecido, tanto pela sua produção poética como pelo seus importantes estudos sobre a poesia (obra de Carlos Drummond de Andrade), o modernismo e a vanguarda na literatura, produzindo trabalhos de pesquisa que apresentaram em ordem cronológica, inclusive, absolutamente todos os chamados "ismos" europeus e latino-americanos e seus respectivos manifestos, desde o final do século XIX aos estudiosos e escritores brasileiros do século XX. Por trabalhos como este e pela sua atividade universitária assumiu importante função na difusão das ideias de vanguarda nas letras brasileiras. Não possui, no entanto, na sua poesia uma obra que possa caracterizá-lo como vanguardista, no sentido da vanguarda europeia do início do século XX. Embora em livro como Improvisuais (2012) exprime-se com poemas visuais e espaciais, nos moldes da poesia do helenista Teócrito (III séc. a.C.). Na sua Retórica do silêncio (1986),vê-se que, para ele, existem dois tipos de vanguarda: uma natural, que provém do experimentalismo tradicional de cada geração; outra provocada, que, com os seus manifestos, procura destruir a tradição,  à qual acaba  acrescentando  alguma novidade de forma, técnica, tema e linguagem. No poema "Prece", de Arte de armar (1977) Gilberto brinca com essa diferença entre a teoria e a prática: "Ah! Meu anjo bom,/ meu anjo da guarda,/ livrai-me do mal.../ dos maus da vanguarda."
.Ele costuma dizer nas suas entrevistas (Cf. Memórias Entrevistas: O Livro das 111 Entrevistas. Goiânia / Rio de Janeiro. Elysium / Batel, 2017, 612 p), que o seu trabalho intelectual se dá em três situações que se tocam, mas se mantêm individualizadas -- a da Poesia; a do Magistério (Universitário); e a da Crítica. Um triângulo isósTeles (sic), cujo ângulo superior (alpha) é o da Poesia;  o do lado esquerdo da base (beta) é o do Magistério (Ensino Superior): e o da Crítica,  o lado direito (gamma). Embora iniciado nas universidades de Goiânia (hoje PUC-Goiás e UFG e com a experiência frustrada por ele mesmo na Universidade de Brasília (desistiu em 1961 do cargo de professor que conquistou com seu currículo), Gilberto adquiriu notável aproveitamento no seu trabalho de professor com uma bolsa de estudo em Portugal, em 1965, quando obteve na Universidade de Coimbra o diploma de Curso Superior de Língua Portuguesa. Somam-se a esse crescimento os quatro anos de professor de Literatura Brasileira no Instituto de Cultura Uruguaio-Brasileiro, em Montevidéu. Mas o alto do progresso na sua atividade de Magistério verificou-se quando se mudou para o Rio de Janeiro, em 1970, vindo do  Uruguay. (Em  1965, quando  deixou Goiânia e foi para Portugal, deu uma conferência na Universidade de Lisboa e o Embaixador do Brasil em Portugal lhe perguntou na ocasião se não gostaria de trabalhar no Itamaraty divulgando a cultura brasileira na América do Sul. Aceitou e foi ser professor por quatro anos em Montevideu.
Chegando ao Rio de Janeiro em 1970 foi contratado como professor titular de Literatura Brasileira e de Teoria da Literatura pela PUC-Rio, onde trabalhou /trabalha por mais de 50 anos e continua como Professor Emérito. Foi professor catedrático visitante de literatura brasileira nas universidades de Lisboa, de Haute Bretagne (Rennes) e de Nantes, na França; de Chicago, nos EEUU; de Salamanca, na Espanha; e em Rosário, na Argentina; Como poeta e crítico literário pertence a várias instituições especializadas, dentre elas, Société de Linguistique Romane, em Paris; Sociedade de Língua Portuguesa, em Lisboa; Asociación de Estudios Lingüísticos, em Montevidéu; Academia Goiana de Letras (em Goiânia), Academia Brasileira de Filologia (no Rio de Janeiro) Academia Carioca de Letras e PEN Clube do Brasil (no Rio de Janeiro) É também membro da Academia Brasileira de Filosofia, cujo patrono da cadeira é Gustavo Corção. É também sócio da Academia Luso-Brasileira de Letras e da Academia Brasileira de Artes, no Rio de Janeiro.
       Com a sua atividade na PUC-Rio, na Universidade Federal Fluminense e em seguida na Universidade Federal do Rio de Janeiro, o seu  desenvolvimento está associado à sua vida literária que adquire grande repercussão com artigos sobre sua obra em O Globo, Jornal do Brasil, O Estado de São Paulo e Suplemento Literário de Minas Gerais, além de prêmios, entrevistas e conferências e das inúmeras dissertações e teses universitárias sobre o seu trabalho literário. Associada também ás edições de suas obras (de Poesia e Crítica) pelas grandes editores do país e no exterior, Gilberto passa a ser convidado pela maioria das universidades brasileiras e por universidades no exterior.
             Deu curso, fez conferência ou deu aula na maioria das universidades federais e particulares do Brasil, O mais importante de seu trabalho como professor foi o de 50 anos na PUC-RJ, onde ajudou a formar a Pós-Graduação, deu cursos e orientou 50 mestrandos, 28 doutorandos e 10 pós-doc. Na PUC de Goiás, além de fundador (Cf. título de Doutor Honoris Causa), deu cursos e orientou Mestrado. Na PUC-RS participou da confirmação do Mestrado, examinou e orientou, além dos vários cursos e conferências ministrados. Na de Belo Horizonte e do Recife, fez conferência. Na Universidade Federal do Rio de Janeiro deu curso, orientou 10 dissertações e 10 doutoramentos. Assim,Gilberto ajudou a formar professores pós-graduados do Amazonas ao Rio Grande do Sul.. O quadro de seus cursos e orientações e exames em universidades brasileiras, portuguesas, francesas e norte-americana reflete o sentido espacial de seu trabalho no magistério superior do Brasil e no exterior:

       1. PUC Rio -- Deu curso e orientou 50 Mestrados, 28 Doutorados  e 10 Pós-Doc;                       
        2. PUC-RS -- Deu curso e orientou 03 Mestrados.
       3. PUC Goiás -- Deu curso e orientou 04 Mestrados
       4.  UFSC -- Deu curso e  orientou 01 Mestrado.
       5.  UFRJ --Deu curso e orientou 10 Mestrados e 10 Doutorados
       6. UFF -- Deu curso e  orientou 01 Mestrado
       7. UFPB -- Deu curso e orientou 01 Mestrado
       8. CSJF -- Centro Superior de Juiz de Fora Deu curso e orientou -- 03 Mestrados. 
       9. Universidade Clássica de Lisboa  deu curso e orientou -- 01 Mestrado
     10. Examinou Mestrado, Doutorado e Concurso em 25 universidades brasileiras entre as   
            quais Universidade Federal do Pará, da Bahia de Minas Gerais, Ceará, Paraná, PUC de  São Paulo,, USP e  UNESP. No exterior: em Portugal (2),  na França (3) e uma nos Estados Unidos.
    Uma pesquisa vertical e uma leitura crítica a partir do lugar de cada aluno (mestre ou doutor) revelam a extensão do sentido espacial que Gilberto Mendonça Teles, nos seus sessentas anos de magistério superior, soube espalhar, ajudando a formar professores de professores em vários cantos do País. A expansão do seu trabalho acadêmico de cursos e conferências pela maioria dos estados do Brasil motivou o seu convite para cursos e conferências em universidades dos seguintes países: Portugal, Espanha, França (2 universidades), Dinamarca, (Alemanha), Espanha, Itália, Estados Unidos, México, Uruguay e Argentina.
BIOGRAFIA
        Gilberto Mendonça Teles nasceu em 30 de junho de 1931 na cidade de Bela Vista de Goiás, na época uma cidade de pouco mais de 60 mil habitantes localizada a 45 km de onde seria construída Goiânia em 1942. No passado, seus habitantes costumavam denominá-la poeticamente por um verso de Leo Lynce: 'terra dos buritizais sussurrantes'. Porque as folhagens dos buritizais de lá pareciam sussurrar entre si, uma vez tocadas pelo vento, quando então emitiam aquele cicio tão característico. Ora, designação verdadeiramente bela e lírica para o berço natal de um poeta e ensaísta como Gilberto Mendonça Teles. Gilberto formou-se em Direito e Letras Neolatinas pela Faculdade de Filosofia da Universidade Católica de Goiás e pela de Direito (UFG), sendo professor-fundador destas duas universidades. Em 1965, obtém o título de Especialização em Língua Portuguesa pela Universidade de Coimbra, em Portugal. Após isso, concluiu o seu doutorado em letras e livre-docente em literatura brasileira na PUC-RS. Gilberto é o ocupante, desde 11 de março de 1962, da cadeira de número 11 da Academia Goiana de Letras, que fora originalmente destinada ao Príncipe da Poesia Goiana, Leo Lynce. Por grata coincidência, o próprio Gilberto Mendonça Teles foi eleito como atual Príncipe dos Poetas Goianos.  Em Goiás, foi, durante 14 anos, funcionário do IBGE e, ao mesmo tempo, professor do Colégio Estadual de Goiânia antes de iniciar sua carreira de professor-universitário. Foi professor-fundador da Universidade Católica e da Universidade Federal de Goiás, onde estruturou e dirigiu o Centro de Estudos Brasileiros, fechado pelos militares em 1964. Por duas vezes presidiu a União Brasileira de Escritores, secção de Goiás, e o Instituto Histórico e Geográfico de Goiás. Atingido pelo AI-5, quando professor de literatura brasileira no Instituto de Cultura Uruguaio-Brasileiro, de Montevidéu (onde esteve a convite da Divisao de Cooperação Intelectual do  Itamaraty), veio para o Rio de Janeiro em janeiro de 1970, sendo saudado por Carlos Drummond de Andrade, que lhe dedicou na primeira edição de Boitempo, os versos
“Repito aqui — repetição / é meu forte ou meu fraco? -- tudo / que floresce em admiração / no itabirano peito rudo / (e em grata amizade também) / ao professor, melhor,  ao poeta / que de Goiás ao Rio vem, / palmilhando rota indireta, /  mostrar -- com um ou com dois eles /  no nome -- que ciência e poesia /  em Gilberto Mendonça Teles /  são acordes de uma harmonia.”
Com a anistia, transferiu de Goiás seus cargos públicos para as Universidade Federal Fluminense e Federal do Rio de Janeiro, aposentando-se em 1988 e 1990, respectivamente. 
        Entre os seus prêmios literários contam-se: o “Álvares de Azevedo” [Poesia], da Academia Paulista de Letras, 1971; o “Olavo Bilac” [Poesia], da Academia Brasileira de Letras, 1971; “Sílvio Romero” [Ensaio], da A. B. L., 1971; “IV Centenário de Os Lusíadas” [Literatura Comparada], da Comissão do IV Centenário de Camões, 1972; “Prêmio de Ensaio”, da Fundação Cultural do Distrito Federal, 1973; “Prêmio Banco Bandeirantes, de Minas Gerais, 1976; “Brasília de Poesia”, do XII Encontro Nacional de Escritores, 1978; “Cassiano Ricardo” [Poesia], do Clube de Poesia de São Paulo, 1987;  “Machado de Assis” [Conjunto de Obras], da Academia Brasileira de Letras, 1989; “Juca Pato”, da UBE de São  Paulo, 2003; “Jabuti”, 2011; e “Fundo de Cultura de Goiás”, 2015. Gilberto é, também, Académico Correspondente da Academia das Ciências de Lisboa. Além disso, foi eleito, em 1979, pela Academia Feminina de Letras e Artes de Goiás, o Príncipe dos Poetas de Goiás. A 26 de Novembro de 1987 foi feito Comendador da Ordem do Infante D. Henrique de Portugal.
É considerado o escritor goiano mais famoso na Europa, tendo os seus livros escrito em 12 línguas. Recebeu pelo conjunto de sua obra, o prêmio Machado de Assis, considerado o maior prêmio literário do Brasil, pela Academia Brasileira de Letras. Em 31 de janeiro de 1999, teve duas obras suas, A Raiz da Fala (1972) e Hora Aberta (1986), incluídas, por um seleto júri escolhido pelo jornal O Popular de Goiânia, dentre as 20 obras obras literárias mais importantes do século XX em Goiás, sua terra.
       Em 2002, considerado o Intelectual do Ano, ao receber o Prêmio Juca Pato. Foi homenageado na Bienal do Livro do Rio de Janeiro em 2005 ("50 anos da Literatura de Gilberto Mendonça Teles"), daí surgiu a obra A plumagem dos nomes, com 812 páginas de cartas, depoimentos, estudos e reconhecimento ao ícone literário brasileiro.
BIBLIOGRAFIA DE GMT
                                         I – Poesia
                                 1. Livros de Poemas
-- Alvorada. Goiãnia: Escola Técnica de Goiãnia, 1955.
-- Estrela-d'Alva. Goiãnia: Brasil Central, 1956. Premio Félix de Bulhões, da Academia Goiana de Letras, 1956.
-- Planície. São Paulo: Revista dos Tribunais, 1958. Prêmio de Publicação da Bolsa Hugo de Carvalho Ramos, da Prefeitura Municipal de Goiânia, 1958
-- Fábula de Fogo. São Paulo: Revista dos Tribunais. 1961. Prêmio Leo Lynce, da Prefeitura Municipal de Goiânia, 1961.
-- Pássaro de Pedra. Goiãnia: Escola Técnica de Goiãnia, 1962. Premio Álvares de Azevedo, da Academia Paulista de Letras, em 1862.
-- Sonetos do Azul sem Tempo. Goiãnia: Publicados em O Popular, em 1964, e incluídos em Poemas Reunidos, em 1978.
--  Sintaxe Invisível. Rio de Janeiro: Cancioneiro de Orfeu, 1967.
-- A Raíz da Fala. Rio de Janeiro: Gernasa / INL, 1972. Prêmios: Secretaria de Educação e Cultura do Distrito Federal; do V Encontro Nacional de Escritores (1970) e Olavo Bilac, da Academia Brasileira de Letras (1971).
-- Arte de Armar. Rio de de Janeiro: Imago, 1977; 2a. ed., Imago, 1977. Prêmios: Banco Bandeirantes. da Sociedade Amigas da Cultura, Belo Horizonte (1976) e Brasília de Poesia; do XII Encontro Nacional dos Escritores, Brasília (1978).
-- Poemas Reunidos Rio de Janeiro: José Olympio / INL, 1978; 2a. ed., José Olympio, 1979; 3a. ed., Jose Olympio, 1986, com o título de Hora Aberta.
-- Plural de Nuvens. Porto: Gota de Água, 1984; 2a. ed., Rio de Janeiro: José Olympio 1990.
-- Saciología Goiana. Rio de Janeiro: Civilização Brasileira / INL, 1982: 3a. ed. Goiãnia: Conselho de Cultura de Goiás, 1987.Hoje na 10ª edição: Curitiba, PN, CRV, 2019, 206 p.
--  Hora Aberta. (3a. ed. dos Poemas Reunidos). Rio de Janeiro: José Olympio, 1986.  Hora Aberta. -- 3ª ed. dos Poemas Reunidos]. Rio de Janeiro: J. Olympio, 1986. Edição comemorativa dos 30 anos de poesia do Autor. Contém nota do Autor, reprodução das capas de seus livros, algumas partituras de poemas musicados, sombra de seu perfil e bibliografia completa. Prêmio: Cassiano Ricardo do Clube de Poesia de São Paulo (1987). Prêmio: Machado de Assis [Conjunto de Obras], da Academia Brasileira de Letras, 1989. 592 p.  4ª ed. aumentada com Alvorada, Estrela-d’alva e Poemas Avulsos (inéditos). Organizada por Eliane Vasconcellos.Petrópolis, RJ: Vozes, 2003. Pref. de Ángel Marcos de Dios. Cronologia da Vida e Obra, Iconografia, Fortuna Crítica e Bibliografia de e sobre o Autor. 1114 p. 2003. Prêmio: Troféu Plínio Doyle, da União Brasileira de Escritores do Rio de Janeiro, para Hora aberta [4ª edição].,—  Troféu Papyrus, da Academia Feminina de Letras e Artes de Goiás, para Hora aberta [4ª edição]. 
-- Nova Hora Aberta (Poesia Completa a sair pela Editora do Senado ainda este ano.
.-- & Cone de Sombras. São Paulo: Massao Ohno, 1995.
-- Sonetos (Reunião). Prefácio do autor. Rio de Janeiro: Edições Galo Branco, 1998.
-- Caixa de Fósforos (Poemas Dedicados e Circunstanciais). São Paulo: Giordano, 1999. Prefácio do Autor. 112 p. 2ª ed. aumentada em Hora Aberta, 4ª ed.
-- Álibis. Joinville, SC: Sucesso Pocket, 2000. Capa de Vitor Burton. 110 p.
-- Arabiscos. Na 4ª ed. de Hora Aberta. Veja-se em Álibis..
-- Improvisuais. Na 4ª ed. de Hora Aberta. Edição própria em Goiânia: Kelps, 2013, 148 p.
-- Linear G. São Paulo: Hedra, 2011. Prêmio Jabuti, em 
-- Brumas do Silêncio.São Paulo, Hedra, 2014.
-- Lirismo rural: O Sereno do Cerrado.Goiânia (Kelps) / Rio de Janeiro (Batel), 2017. 208 p. Sewgunda edição, mesma editora, em 2019.
-- À véspera do espanto. Rio de Janeiro, Batel, 2023
                  A - Antologia de seus Poemas (Pelo Autor)
-- Poemas de Gilberto Mendonça Teles. In: Revista de Cultura Brasileña, Madrid, nº 23, diciembre de 1967. Cubierta de Ángel Crespo y Gómez Bedate. 20 p.
-- La Palabra Perdida . Montevidéu: Barreiro y Ramos, 1967. 96 p. 2ª ed. Casa de Vidrio. Trad. de Gastón Figueira. Montevidéu: Barreiro y Ramos, 1967. 2a. ed. en Casa de Vidrio
-- Falavra. Lisboa, Portugal, Dinalivro, Seleção e organização do Autor, Prefácio de  Arnaldo Saraiva, 1989. Capa Ana Felipa. 148 p.
-- L’Animal. Paris: L’Harmatan, 1990. Trad. de Christine Chauffey. Pref. de Jean-Claude Elias. (Poètes de Cinq Continents). 82 p.
-- Nominais (Seleção de poemas de sintaxe nominal e visual). Vitória: Nejarim, 1993. Pref. de João Ricardo Moderno. Capa de Gonçalo Ivo. Apêndice Seleção de Estudos de José Fernandes sobre os poemas visuais do Autor. 120 p.
-- Os Melhores Poemas de Gilberto Mendonça Teles. São Paulo: Global, 1993 Seleção e estudo de Luiz Busatto. 2ª ed. Idem, 1994. 3ª ed. Idem, 2001. 4ª ed. aumentada, idem, 2006. Pref. de Luiz Busatto. 220 [?] p.
-- Sonetos (Reunião). Rio de Janeiro: Edições Galo Branco, 1998. Capa com retrato a óleo por Marcelo Batista. Pref. do Autor. Orelha de Fernando Py. 114 p.
-- Casa de Vidrio. Salamanca: Luso-Española de Ediciones, 1999. Trad. de Gastón Figueira e Dardo Eyherabide. Pref. de Ángel Marcos de Dios. Capa de Ana Maria Barbero Franco. Foto de M. Rosário. Nota do Autor. 134 p.
-- 50 Poemas Escolhidos pelo Autor.Rio de Janeiro: Galo Branco,2003.           .Orelha do editor.116 p.
-- Teologia de bolso. Joinvile: Sucesso Pocket, 2005. Seleção e introdução de José Fernandes. 120 p.
Lugares imaginários. Antologia bilíngue: português-búlgaro. Sófia: Universidade do Algarve, 2005. Seleção e prefácio de Petar Petrov. 176 p.
Plurale di nuvole / Plural de nuvens. Antologia bilíngue: italiano-português. Napoli: Liguori Editore, 2006. 244 p. Seleção e introdução de Giovanni Ricciardi. Tradução de Carmen Pagliuca.
La syntaxe invisible. Paris: Éditions Caracteres, 2006. 124 p. Seleção, tradução e estudo de Catherine Dumas. – Esta edição traz a 2a ed. de L’Animal. Paris: L’Harmattan, 1990, acima mencionada.
O mito camoniano. Porto, Portugal. Edições Universidade Fernando Pessoa. Porto, 2012, 356 p.
The álibis of love. The translation of some poems by William V. Redmond. Juiz de Fora, MG: Editar, 2017. 260 p.
50  Gedichte Ausgewählt Von Verfasser. Seleção e tradução para o alemão de Curt Meyer-Clasen. Revisão de Georg Otte, Introdução de Rosemary Ferreira de Souza, a sair.
120 Gedichten van G.M.T. Vertaald in Het Nederlands Seleção e tradução de Josée Goland (pseud, de Yolande Goes. Inédito.
                                II -  Livros de Crítica
-- Enciclopédia dos municípios Brasileiros. Org. de Rio de Janeiro: IBGE, 1965. v. XXXV, 456 p.
-- Antologia da literatura brasileira. Coordenação. Montevidéu: ICUB, 1967. v. 1 Prosa, 216 p.
-- Goiás e literatura - A Poesia de Leo Lynce e o sentido simbolista da obra poética de Erico Curado. Goiãnia: Escola Técnica de Goiãnia, 1964, 
-- A Poesia em Gotas. Goiãnia: Imprensa Universitária da UFG, 1964. Prêmio Universidade Federal de Goiás. 2a. ed., Goiãnia: UFG, 1982. I vol. dos Estudos Goianos. Prêmio
-- O Conto brasileiro em Goiás. Goiânia: Departamento Estadual de Cultura, 1969. Mençao Honrosa do PEN Club de São Paulo (1970). III vol. dos Estudos Goianos.
-- La Poesía brasileña en la actualidad. Trad. de Cipriano C. Vitureira. Montevidéu: Editorial Letras, 1969.
-- Drummond - A Estilística da eepetição. Rio de Janeiro: José Olympio, 1970 .Coleção Documentos Brasileiros. Prêmio Silvio Romero, da Academia Brasileira de Letras (1970); 2a. ed.,José Olympio, 1976; 3a. ed., São Paulo: Experimento, 1997.
--Vanguarda européia e modernismo rasileiro. Rio de Janeiro: Vozes, 1972; 3a ed., revista e aumentada, 1976; 10a. ed., Rio de Janeiro: Record, 1988; 15a. ed.,Vozes;1998.;José Olympio, 2015. Hoje na 21ª edição. 
-- Camões e a Poesia Brasileira. Rio de Janeiro: Fundação Casa de Rui Barbosa /MEC-DAC, 1973. Prêmios: IV Centenário de Os Lusíadas (1972); Fundação Cultural do Distrito Federal, do VIII Encontro Nacional de Escritores, Brasília (1973) e Menção Honrosa do Instituto Nacional do Livro (1974); 2a.ed., São Paulo: Quíron / INL, 1976; 3a. ed., Rio de Janeiro: Livros Técnicos e Científicos, 1979; Coleção Biblioteca Universitária de Literatura Brasileira,4a. edição. Lisboa: Imprensa Nacional-Casa da Moeda, 1999, acrescido de O Mito Camoniano na Língua Portuguesa.
-- A Retórica do Silêncio. São Paulo: Cultrix / INL, 1979; 2a. ed., com o título de Retórica do Silêncio, Rio de Janeiro: José Olympio, 1989.
-- Estudos de Poesía Brasileira. Coimbra: Almedina, 1985.
-- Se souberas falar, também falaras (Antologia de Gregório de Matos). Lisboa: Imprensa Nacional-Casa da Moeda, 1989.
-- A Crítica e o Romance de no Nordeste. Rio de Janeiro: Atheneu Cultural, 1990.
--A Crítica e o Princípio do Prazer.. Goiânia: UFG, 1995. Estudos Goianos, v. III. Óleo por: Waldemar Dias da Cunha. Capa de Laerte Araújo Pereira. 446 p.
-- A Escrituração da Escrita. Petrópolis: Vozes, 1996.
-- Estudos de Poesia Brasileira. Coimbra: Almedina, 1985. Pref. do Autor.386 p.
-- A Crítica e o Romance de 30 no Nordeste. Rio de Janeiro: Atheneu Cultural, 1990. Orelha de Pedro Paulo Montenegro.136 p. Publicado inicialmente em O Romance de 30 do Nordeste. Fortaleza: Universidade Federal do Ceará, 1983. Organização de Pedro Paulo Montenegro. 212 p.
--  A Escrituração da Escrita. Petrópolis: Vozes, 1996. 2ª ed. Idem, 2001.440 p.
--  Intenções de Ofício (Depoimento sobre Poesia). Florianópolis: Museu / Arquivo da Poesia Manuscrita. 1998. [ 20 p].
-- Vanguardia Latinoamericana. Co-autoria de Klaus Müller-Bergh (University of Illinois at Chicago). Madri: Iberoamericana, 2000. 6 v. Capa de Carlos Pérez Casanova: Tomo I [México y América Central], 2000, 360 p.; tomo II [Caribe. Antillas Mayores y Menores], 2002, 286 p.; tomo III [Venezuela e Colombia], 2004, 270 p.; tomo IV [Equador, Peru e Bolivia], 2005, 352 p.: tomo V [Chile, Argentina, Uruguai e Paraguai], 2009, 422 p.; tomo VI [Brasil], 2015, 322 p.
-- Contramargem. Rio de Janeiro: Loyola / PUC-Rio, 2002. Prêmio Juca Pato (Intelectual do Ano 2002), 376 p.
-- Sortilégio da criação. Discurso de posse e de recepção [Nelson Mello e Souza] na Academia Brasileira de Filosofia. Rio de Janeiro: Edições Galo Branco, 2005. 76 p.
-- Contramargem — II, Goiânia: PUC-GO, 2009, 532 p.
-- Discursos Paralelos. Seleção de prefácios.Goiânia: Instituto Casa Brasil de Cultura, 2010, 710 p.
-- Memórias / Entrevistas: O livro das 111 entrevistas. Goiânia / Rio de Janeiro: Elysium / Batel, 2017, 708 p.
-- Entrevista Cademeana, Entrevista a Marcos de Carvalho Lopes Goiânia:Kelps, 103 p.
--  Defeasa da Poesia -- I, Da Antiguidade à Idade Média. Brasília: Editora do Senado Federal, 2017, 384 p. 
-- Defesa dsa Poesia -- II,  Do Renascimento ao Século XX. Brasília: Editora do Senado Federal, 2019, 464 p.
-- O Redemoinho do Lírico sobre Darcy França Denófrio.. Estudos sobre a poesia de Gilberto Mendonça Teles . Petrópolis: Editora Vozes, 2005, 369 páginas.

II – TEXTOS SOBRE O AUTOR
[Estudos, Teses e Dissertações]
FERNANDES, José. O Poeta da linguagem. Rio de Janeiro: Presença, 1983. 158 p.
____. O selo de Gilberto Mendonça Teles. Cadernos de Letras, Cadernos de Pesquisa do ICHL, Goiânia, nº 9, p. 6-38. (Série Literatura Goiana). Número Monográfico. Goiânia: UFG, 1989.
____. A Palavra. FERNANDES, José. Dimensões da literatura goiana. Goiânia: Ceme, 1992. 156 p.
____. O Novo no Velho. In: FERNANDES, José. O Poema visual (Literatura do Imaginário Esotérico da Antigüidade ao Século XX). Petrópolis, RJ: Vozes, 1996. 246 p.
____. Os Arcanos da Modernidade. In: FERNANDES, José. O Poema visual (Literatura do Imaginário Esotérico da Antigüidade ao Século XX). Petrópolis, RJ: Vozes, 1996. 246 p.
____. O selo do poeta. Rio de Janeiro: Edições Galo Branco, 2005. 352 p. [Contém a 2ª ed. de O poeta da linguagem e outros ensaios.]
____.Arte e manhas de um poeta plural. Anais do V Seminário de Crítica Literária do Rio Grande do Sul. PUC- RS, 1987.
DENÓFRIO, Darcy França. O Poema do poema. Rio de Janeiro: Presença, 1984. 216 p. Dissertação de Mestrado.
____. Poesia contemporânea GMT: o regresso às origens. Porto Alegre: Acadêmica, 1987. 92 p.
____. O luminoso tetragrama de Hora Aberta. Caderno de Letras, Cadernos de Pesquisa do ICHL, Goiânia, nº 7, p. 4-48. (Série Literatura Goiana). Número Monográfico. Goiânia: UFG, 1988.
____. Lavra dos goiases. Gilberto & Miguel. Goiânia: Fundação Cultural Pedro Ludovico, 1997. 133 p. Prêmio Bolsa de Publicações Cora Coralina da Fund. Cultural Pedro Ludovico Teixeira, em 1996.
____. O redemoinho do lírico. Ensaios sobre a poesia de G.M.T. Petrópolis: Vozes, 2005. 370 p.
FILOMENA, Deolinda. No Rasto das nuvens. Lisboa: Lousanense, 1985. 76 p.
UNIVERSIDADE CATÓLICA DE GOIÁS. Gilberto: 30 anos de poesia. Goiânia: UCG, 1986. 142 p.
VIANA, Dulce Maria (org.). Poesia & crítica. Antologia de Textos Críticos sobre a Poesia de Gilberto Mendonça Teles. Goiânia: Secretaria de Cultura de Goiás, 1987. 712 p. Prêmio da União Brasileira de Escritores do Rio de Janeiro.
ANAIS DO V SEMINÁRIO DE CRÍTICA LITERÁRIA E IV SEMINÁRIO DE CRÍTICA DO RIO GRANDE DO SUL, com uma parte de homenagens aos 30 anos de poesia de GMT. Porto Alegre: PUC-RS, 1987. Artigos de: HILL, Telênia. A poetização da existência em Plural de Nuvens, p. 65-73. (Prefácio. Plural de nuvens. Rio de Janeiro: J. Olympio, 1989) e de FERNANDES, José. Arte e manhas de um poeta plural, p. 75-93.
CALLADO, Tereza de Castro. Uma Nova ordenação do real na Poética de Plural de Nuvens. Fortaleza: Universidade Federal do Ceará, 1991. Dissertação de Mestrado. 181 p.
LIMA, Maria de Fátima Gonçalves. O Signo de Eros na poesia de Gilberto Mendonça Teles. Goiânia: Universidade Federal de Goiás, 1992. Dissertação de Mestrado. 202 p. Prêmio Fundação Jayme Câmara, de Goiânia. Goiânia: Kelps, 2005. 140 p.
VASCONCELOS, Cléa Ferreira. Gilberto Mendonça Teles: crítica e história Literária. Goiânia: Universidade Federal de Goiás, 1992. Dissertação de Mestrado. 89 p.
BARROS, Marília Núbile. De Carnaval a carnis levamen (Estudo da poesia de Gilberto Mendonça Teles). Dissertação de Mestrado na UFG. Rio de Janeiro: Universo, 1998. Prêmio União Brás. de Escritores de Goiás, 1983. 140 p.
SISTEROLLI, Maria Luzia. Da Lira ao ludus: Travessia. São Paulo: Annablume, 1998. 232 p. Dissertação de Mestrado na UFG.
------.Os Álibis da Hora aberta. Rio de Janeiro: Galo Branco, 222 p. Tese de Doutorado na PUC-Rio. Rio de Janeiro: Galo Branco, 2005.
TURCHI, Zaíra. A Contraluz da Fusão Lírica. In: TURCHI, Zaíra. Literatura e antropologia do imaginário: uma mitocrítica dos gêneros literários. Tese de Doutorado, PUC-RS, 1999. 332 p.
MORAES, Emanuel de. Amor e vida na poesia de Gilberto Mendonça Teles. Rio de Janeiro: Galo Branco, 1999. 132 p.
ARAÚJO, Waldenides Cabral de. Das margens do corpo ao corpo de linguagem: a incorporação na poética de Gilberto Mendonça Teles. Recife: Universidade Federal de Pernambuco, 1999. Dissertação de Mestrado. 136 p. Rio de Janeiro: Galo Branco, 2009.
CENTRO ACADÊMICO DO DEPARTAMENTO DE LETRAS DA PUC-RIO. Gilberto: 40 Anos de Poesia. Rio de Janeiro: Galo Branco, 1999. 248 p.
ROSSI, Carmelita de Mello. Uma leitura por Goiás: A Sa(o)ciologia de Gilberto Mendonça Teles. Universidade Federal de Goiás, 2002. Dissertação de Mestrado. 112 p. Editada em Goiânia: Kelps, 2016.
BRAGA, Jurema Coutinho. Tradição e vanguarda na Poesia de Gilberto Mendonça Teles. Centro de Ensino Superior de Juiz de Fora, 2004. Dissertação de Mestrado. 145 p.
SALES, Luciana Netto de. As Janelas do invisível: Uma leitura de Álibis, de Gilberto Mendonça Teles. Centro de Ensino Superior de Juiz de Fora, 2005. Dissertação de Mestrado. 108 p. Rio de Janeiro: Edições Galo Branco, 2006. 220 p.
MACHADO, Neuza. Criação poética: Tema e Reflexão sobre a obra poética de Gilberto Mendonça Teles. Rio de Janeiro: Nmachado, 2005. 88 p.
VÁRIOS. A Plumagem dos nomes / Gilberto: 50 Anos de Literatura. Goiânia: Kelps / Secretaria Municipal de Cultura. 2006, 812 p.
PEIXOTO, Sérgio Alves. A poesia pura em Gilberto M. Teles. Estudo de Pós-Doutoramento na UFRJ, 2009.
SOARES, Gracina de Jesus Cardoso. Imaginário Erótico entre Plural de nuvens e & cone de sombras. Dissertação de Mestrado na PUC de Goiás, 2010.
FERNANDES, Danielle Fardin. O poeta saci, camongo, o sertão e o folclores brasileiro no livro Hora aberta, de Gilberto Mendonça Teles. Dissertação de Mestrado na Universidade Federal de Viçosa, 2012.
MOREIRA, Suellen Franciely. Gilberto Mendonça Teles e José Fernandes (influencias e diálogos pertinentes de poesia e critica). Goiânia: Mestrado na PUC de Goiás, 2012.
ARAÚJO, Valdenides Cabral de. O retórico silêncio. Pós-doutorado na Universidade Federal de Pernambuco. Natal, UFRN, 2013, 132 p.
BARBOSA, Jacqueline Beatriz Teixeira. Gilberto Mendonça Teles: Poesia e escrita de si, Mesatrado em 2013 na Unimontes, Montes Claros, MG: Goiânia:Kelps, 2016, 126 p.
SOUZA, Rosemary Ferreira de. Entre a poesia e a crítica: a Trilogia, de Gilberto Mendonça Teles. Montes Claros, MG: Mestrado na Unimontes, 2014. Goiânia: Kelps, 2015., 217 p.
Ramos, Damáris. Signos da carnavalização literária em “Saciologia goiana”. Montes Claros: Mestrado na Unimontes, 2014.
VIDAL, Lucilene Maciel de Oliveira. A poesia na visão de Gilberto Mendonça Teles: [Através de entrevistas] Dissertação de Mestrado na PUC de Goiás, 2014.
SANTOS, Camélia Daniela. Novela das Oito: gêneros e formas em diálogo no poema “Novela das Oito”, de & Cone de sombras, de Gilberto Mendonça Teles. Dissertação de Mestrado na Unimontes. Montes Claros: 2016. Inédita.
-- A plumagem dos nomes: 50 anos de literatura. Organização, introdução e notas de Eliane Vasconcellos. Goiânia: Editora Kelps, 2007, 812 páginas.
Referências

1.   ↑ «Cidadãos Estrangeiros Agraciados com Ordens Portuguesas». Resultado da busca de "Gilberto Mendonça Teles". Presidência da República Portuguesa. Consultado em 26 de março de 2016